# Santa Rosa de Viterbo (Boyacá)
Pour les articles homonymes, voir Santa Rosa de Viterbo.
Santa Rosa de Viterbo est une ville située au centre du département de Boyacá, en Colombie.
Elle est située à environ 67 km de Tunja, le chef-lieu du département.
Habituellement son climat est froid, avec une température moyenne de 14 °C.
Selon le recensement de 2005, cette ville a 11 816 habitants.

## Étymologie
Au contraire des villes de la région dont les noms proviennent de la langue chibcha, Santa Rosa de Viterbo provient du nom de la sainte italienne Rose de Viterbe.

## Fondation
Cette ville a été fondée par Alejandro de Villamil y Casadiego en 1690. D'après quelques historiens sa fondation a été commandée par le roi lors des affrontements des colons avec les natifs dans la localité de Duitama, centre politique de la culture chibcha. Les espagnols ont donc fondée Santa Rosa de Viterbo afin de s’installer dans cette région et d'éviter les affrontements avec les indigènes.

## Éducation
La ville possède de nombreux collèges publics d'enseignement primaire distribués autour de son territoire rural et des lycées dans le centre urbain principal et ses sièges de Cuche et Portachuelo.
Dans le centre urbain se trouvent les lycées suivants :
- Instituto Integrado Carlos Arturo Torres Pena. Publique ;
- Colegio Cazilda Zafra. Public ;
- Colegio Juan Pablo II. Privé ;
- Colegio Rafael Reyes. Privé.

Malgré l'absence d'établissements d’enseignement supérieur, dans la ville voisine de Duitama, il y a des universités et des instituts d'enseignement technique. De même, dans Santa Rosa de Viterbo se trouve l'une des principales écoles de policiers de la Colombie, la Escuela de Policia Rafael Reyes.

## Économie
La principale activité économique est l'agriculture. Entre ses produits on trouve de la pomme de terre, du maïs, des carottes, des navets. Il existe aussi une production importante de truite, de viande et de lait.
De même que les autres villes de la région, Santa Rosa de Viterbo a investi dans le tourisme en fomentant de diverses fêtes populaires tels que le Festival de la Gastronomie, et les fêtes religieuses.
De plus l'école de policiers « Rafael Reyes » génère beaucoup d'emploi directes et indirectes.

## Endroits touristiques
La ville a une des plus belles cathédrales du département, elle a été construite pour rendre honneur à Sainte Rose de Viterbe mais aussi il existe une pérégrination importante grâce au figure de « Nuestro Señor de la Salud » (Notre Seigneur de la Santé).
Le centre-ville a un style colonial espagnol. Il se distingue le bâtiment de l'école de policiers Rafael Reyes, construit par les moines jésuites avec une petite église de style italien où on peut apprécier des détails en marbre italien rouge et blanc.
L'éco-tourisme c'est aussi important dans cette ville, ayant un páramo (écosystème froid où les rivières sont formées) appelé le Paramo de Pan de Azucar partagé avec la ville de Duitama.

## Personnalités liées à la municipalité
- Rafael Reyes Prieto (1849-1921) : ancien président de la république né à Santa Rosa de Viterbo.
- Jorge Rojas (1911-1995) : poète, traducteur et essayiste né à Santa Rosa de Viterbo.